# مسجد بيشكيك المركزي

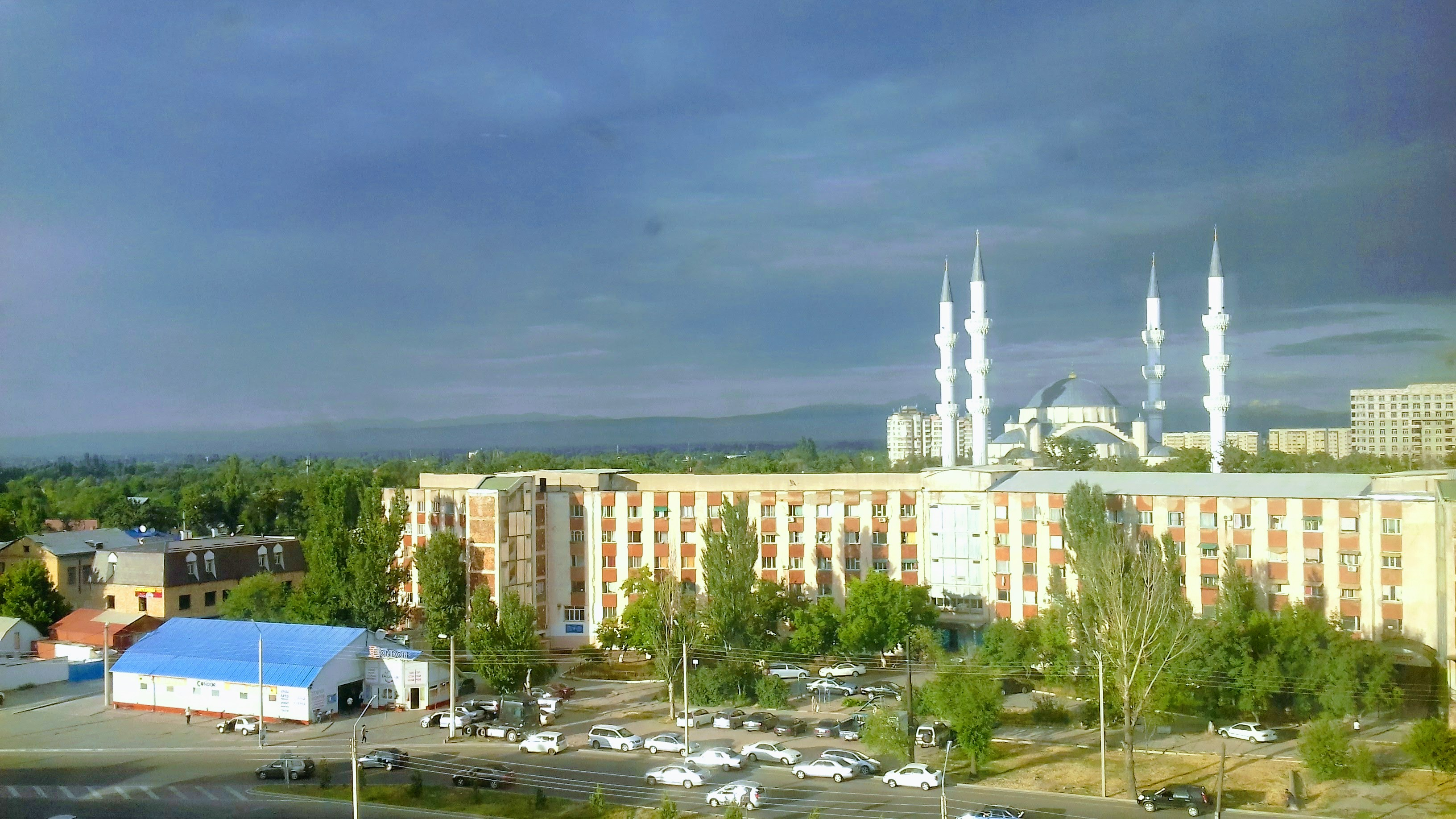
مسجد بيشكيك من بعد

مسجد بيشكيك المركزي (بالإنجليزية: Bishkek Central Mosque)، هو مسجد يقع في بيشكيك، قيرغيزستان. بدأ بناء المسجد عام 2012، وتم افتتاحه عام 2018، بتمويل من إدارة الشؤون الدينية التركية.

## الوصف
- وهو أحد المساجد العديدة التي تمولها تركيا في جميع أنحاء العالم، وهو أحد أكبر المساجد في آسيا الوسطى،  يتسع المسجد لـ 9000 شخص في المساحة المغلقة، و30000 شخص بشكل عام.[3]

- بدأ بناء المسجد في عام 2012، وتقرر فيما بعد تسمية المسجد باسم مسجد السرخسي، وهو عالم إسلامي من العصور الوسطى. تم افتتاح المسجد في 2 سبتمبر 2018.

- حضر حفل الافتتاح الرئيس القرغيزي سورونباي جينبيكوف ونظيره التركي رجب طيب أردوغان.

- تم بناء المسجد على الطراز العثماني، وله أربع مآذن، ولكل منها ثلاث شرفات. [4]